# Peggy Ashcroft
Pour les articles homonymes, voir Ashcroft (homonymie).
Peggy Ashcroft est une actrice anglaise, née à Croydon le 22 décembre 1907 et morte à Londres le 14 juin 1991.

## Biographie
Née Edith Margaret Emily Ashcroft, elle fait ses débuts au cinéma dans Les 39 Marches d'Alfred Hitchcock en incarnant la fermière qui aide Richard à fuir.
Préférant rester au Royaume-Uni plutôt que de partir à Hollywood, elle se consacre principalement au théâtre. C'est à la fin des années 1960 qu'elle tourne le plus pour le cinéma : après Cérémonie secrète de Joseph Losey en 1968, on la voit dans Un dimanche comme les autres de John Schlesinger en 1971, La Route des Indes de David Lean en 1985 (qui lui vaut un Oscar) et Madame Sousatzka de John Schlesinger en 1988.
Elle est la grand-mère de la journaliste française Manon Loizeau, prix Albert-Londres 2006, et de la chanteuse française Emily Loizeau, prix Constantin 2009.

## Filmographie
- 1933 : Le Juif errant (The Wandering Jew) : Olalla Quintana

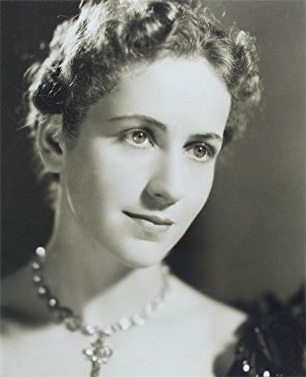
Peggy Ashcroft en 1936.

- 1935 : Les 39 Marches (The 39 Steps) : Margaret Crofter
- 1936 : Rhodes of Africa : Anna Carpenter
- 1939 : A People Eternal : Alloyah Quintino
- 1939 : Twelfth Night (téléfilm) : Viola
- 1939 : The Tempest (téléfilm) : Miranda
- 1940 : Channel Incident : The Woman
- 1941 : Quiet Wedding : Flower Lisle
- 1959 : Au risque de se perdre (The Nun's Story) : Mother Mathilde (Africa)
- 1965 : War of the Roses (feuilleton TV) : Margaret (Queen to Henry VI)
- 1968 : From Chekhov with Love (téléfilm)
- 1968 : Tell Me Lies
- 1968 : Cérémonie secrète (Secret Ceremony) : Hannah
- 1969 : Auto-Stop girl (Three Into Two Won't Go) : Belle
- 1971 : Un dimanche comme les autres (Sunday Bloody Sunday) : Mrs. Greville
- 1973 : Le Piéton (Der Fußgänger) : Lady Gray
- 1977 : Joseph Andrews : Lady Tattle
- 1978 : Hullabaloo Over Georgie and Bonnie's Pictures (téléfilm) : Lady Gee
- 1978 : Edward & Mrs. Simpson (feuilleton TV) : Queen Mary
- 1980 : Cream in My Coffee (téléfilm) : Jean Wilsher
- 1984 : Le Joyau de la couronne (The Jewel in the Crown) (feuilleton TV) : Barbie Batchelor
- 1984 : La Route des Indes (A Passage to India) : Mrs. Moore
- 1986 : Murder by the Book (téléfilm) : Agatha Christie
- 1986 : When the Wind Blows : Hilda Bloggs (voix)
- 1987 : A Perfect Spy (feuilleton TV) : Miss Dubber
- 1988 : Madame Sousatzka : Lady Emily
- 1989 : She's Been Away (téléfilm) : Lillian Huckle
- 1989 : The Heat of the Day (téléfilm) : Nettie
- 1989 : The Wars of the Roses (série télévisée) : Margaret

## Distinctions
En 1951, elle reçoit le titre de Commandant de l'Ordre de l'Empire britannique (CBE). Elle était anoblie avec le titre de Dame en 1956.
Pour La Route des Indes, elle remporte l'Oscar de la meilleure actrice dans un second rôle en 1985. Absente à la cérémonie, c'est Angela Lansbury qui l'accepte en son nom. La même année, elle remporte le Golden Globe de la meilleure actrice dans un second rôle. Plus tard, en 1989, elle remporte le British Academy Film Award de la meilleure actrice dans un second rôle.
En 1989, elle est distinguée par la Coupe Volpi de la meilleure interprétation féminine à la Mostra de Venise pour She's Been Away.